# الغواصة الألمانية يو-255
غواصة يو-255 غواصة يو ألمانية من الفئة السابعة سي بنيت لسلاح بحرية ألمانيا النازية كريغسمارينه، في أحواض بريمر فولكان خلال الحرب العالمية الثانية. تم وضع الغواصة في 21 ديسمبر 1940 في ساحة بريمر فولكان في بريمن-فيجيساك، التي تم إطلاقها في 8 أكتوبر 1941 وتم تشغيلها في 29 نوفمبر 1941 تحت قيادة كابيتينلويتننت Reinhart Reche.
واحدة من أنجح الغواصات للعمل في مياه القطب الشمالي،  عملت من النرويج خلال 1942-1943، ثم من فرنسا في 1944-1945، أبحرت في 15 دورية قتالية، 47,640 عشر سفن تجارية يبلغ مجموعها 47,640 وإتلاف 7,191 أخرى كافية لشطبها كخسارة كاملة. في نهاية الحرب استسلمت يو-255 للبريطانيين، وأغرقت خلال عملية الموتى في 13 ديسمبر 1945.

## سجل الخدمة

### Wolfpacks
شاركت يو-255 في ستة مجموعات من زمرة ذئبية، وهي.
- Eisteufel (1–12 يوليو 1942)
- Nebelkönig (7-9 أغسطس 1942)
- نوردويند (24 يناير - 4 فبراير 1943)
- Taifun (2-4 أبريل 1943)
- إسبار (4-15 أبريل 1943)
- بروسن (9-22 مارس 1944)

### مصير ما بعد الحرب
تم نقل يو-255 إلى Loch Eriboll، ثم Loch Ryan في 14 مايو 1945 من أجل «عملية الموتى». تم سحبها إلى البحر بواسطة أتش أم أس Cubitt وفي 13 ديسمبر أغرقت بواسطة طائرة بريستول بيافايتر رقم 254 سرب سلاح الجو الملكي البريطاني بصواريخ RP-3. في ، جنوب غرب أيرلندا.

## هاجمت السفن
أثناء خدمتها في كريغسمارينه لألمانيا النازية، أغرقت يو-255 عشر سفن تجارية مقابل 47,640، سفينة حربية بحمولة 1200 طن، وأغرقت سفينة تجارية أخرى بخسارة إجمالية قدرها 7,191. 
| Date              | Ship                                  | Nationality            | Tonnage | Fate and location    |
| ----------------- | ------------------------------------- | ---------------------- | ------- | -------------------- |
| 6 July 1942       | <i id="mwAdY">John Witherspoon</i>    | الولايات المتحدة       | 7,191   | Sunk at              |
| 7 July 1942       | <i id="mwAeE">Alcoa Ranger</i>        | الولايات المتحدة       | 5,116   | Sunk at              |
| 8 July 1942       | <i id="mwAew">Olopana</i>             | الولايات المتحدة       | 6,069   | Sunk at              |
| 13 July 1942      | <i id="mwAfc">Paulus Potter</i>       | هولندا                 | 7,168   | Sunk at              |
| 20 September 1942 | <i id="mwAgI">Silver Sword</i>        | الولايات المتحدة       | 4,937   | Sunk at              |
| 26 January 1943   | <i id="mwAg0">Krasnyj Partizan</i>    | الاتحاد السوفيتي       | 2,418   | Sunk at              |
| 29 January 1943   | <i id="mwAhg">Ufa</i>                 | الاتحاد السوفيتي       | 1,892   | Sunk at              |
| 3 February 1943   | <i id="mwAiM">Greylock</i>            | الولايات المتحدة       | 7,460   | Sunk at              |
| 5 March 1943      | <i id="mwAi4">Executive</i>           | الولايات المتحدة       | 4,978   | Sunk at              |
| 10 March 1943     | <i id="mwAjk">Richard Bland</i>       | الولايات المتحدة       | 7,191   | Total loss at        |
| 27 July 1943      | <i id="mwAkQ">Akademik Shokalskij</i> | الاتحاد السوفيتي       | 411     | Sunk at Grid AT 3513 |
| 9 March 1944      | USS Leopold (DE-319)                  | بحرية الولايات المتحدة | 1,200   | Sunk at              |

### اقتباسات
1. 1 2 3 4 5 6 7 8 9 10  Helgason، Guðmundur. "The Type VIIC boat U-255". German U-boats of WWII - uboat.net. مؤرشف من الأصل في 2010-10-29. اطلع عليه بتاريخ 2010-04-01.
2. ↑  Helgason، Guðmundur. "War Patrols by German U-boat U-255". German U-boats of WWII - uboat.net. مؤرشف من الأصل في 2008-07-23. اطلع عليه بتاريخ 2010-04-01.
3. ↑  All German U-boats of WWII - U-1 thru U-4712 - uboat.net نسخة محفوظة 7 ديسمبر 2010 على موقع واي باك مشين.
4. ↑  Bishop، C. (2006). Kriegsmarine U-Boats, 1939-45. Amber Books.
5. 1 2 3  Helgason، Guðmundur. "Ships hit by U-255". German U-boats of WWII - uboat.net. مؤرشف من الأصل في 2008-10-21. اطلع عليه بتاريخ 2010-04-01.
6. ↑  "U 255". Deutsche U-Boote 1935-1945 - u-boot-archiv.de (بالألمانية). Archived from the original on 2016-03-05. Retrieved 2010-04-01.

## قائمة المراجع
- Busch، Rainer؛ Röll، Hans-Joachim (1999). German U-boat commanders of World War II : a biographical dictionary. ترجمة: Brooks، Geoffrey. London, Annapolis, Md: Greenhill Books, Naval Institute Press. ISBN:1-55750-186-6.
- Busch, Rainer; Röll, Hans-Joachim (1999). Deutsche U-Boot-Verluste von September 1939 bis Mai 1945 [German U-boat losses from September 1939 to May 1945] (بالألمانية). Hamburg, Berlin, Bonn: Mittler. Vol. IV. ISBN:3-8132-0514-2. {{استشهاد بكتاب}}: تجاهل المحلل الوسيط |عمل= (help)
- Gröner، Erich؛ Jung، Dieter؛ Maass، Martin (1991). U-boats and Mine Warfare Vessels. ترجمة: Thomas، Keith؛ Magowan، Rachel. London: Conway Maritime Press. ج. 2. ISBN:0-85177-593-4. {{استشهاد بكتاب}}: تجاهل المحلل الوسيط |عمل= (مساعدة)
- Bishop، Chris (2006). Kriegsmarine U-Boats, 1939-45. London: Amber Books. ISBN:978-1-904687-96-2.